# 1918
Évszázadok: 19. század – 20. század – 21. század
Évtizedek: 1860-as évek – 1870-es évek – 1880-as évek – 1890-es évek – 1900-as évek – 1910-es évek – 1920-as évek – 1930-as évek – 1940-es évek – 1950-es évek – 1960-as évek
Évek: 1913 – 1914 – 1915 – 1916 –  1917 – 1918 – 1919 – 1920 – 1921 – 1922 – 1923

## Események

### Január
- január 4. – Svédország elismeri Finnország függetlenségét.
- január 6.
  - A bolsevikok feloszlatják az Alkotmányozó Gyűlést.
  - Cseh parlamenti képviselők az ún. vízkereszti nyilatkozatban a cseh önrendelkezési jog alapján követelik Csehország és Szlovákia egyesülését. (Ez osztrák és magyar részről heves tiltakozást vált ki.)[1]
- január 8. – Wilson elnök 14 pontja.[2]
- január 12. – Ugron Gábor belügyminiszter feloszlatja a Galilei Kört, irattárát, könyveiket, készpénzkészletét lefoglalja a rendőrség.[3]
- január 14. – Finnország önálló államiságát nemzetközileg is elfogadják. (Kikiáltása 1917. december 6-ára esett.)
- január 15. – Megállapodás születik az ukrán kormánnyal az Ukrajna területén található csehszlovák légiók kivonásáról.[1]
- január 17–25. – Általános sztrájk a Monarchiában.[1]
- január 18.
  - A kenyéradagok csökkentése miatt sztrájkok és tömegtüntetések Galíciában, Krakkóban és Tarnówban.[4]
  - Péterváron összeül az Alkotmányozó Nemzetgyűlés. (Másap, Lenin utasítására a vörösgárdisták és a bolsevik ezredek erőszakosan feloszlatják az „előparlamentet”. Ez volt az orosz demokrácia csíráinak elpusztítása, amely megindított egy közel négy évig tartó, rendkívül erőszakos polgárháborút.)[5]

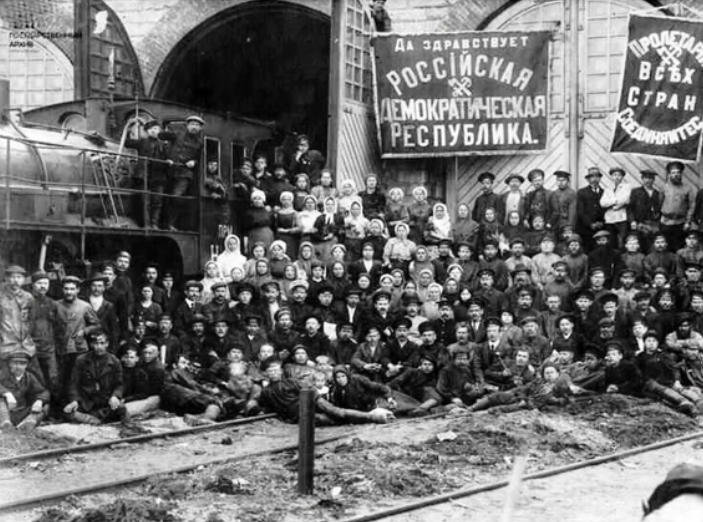
Éljen az Orosz Demokratikus Szövetségi Köztársaság!

- január 19. – Létrejön az Orosz Demokratikus Szövetségi Köztársaság.
- január 19–20. – A Lengyel Szocialista Párt baloldala és a Lengyel Királyság és Litvánia Szociáldemokráciája szervezésében sztrájkok Varsóban és a dabrowai bányavidéken.[4]
- január 22. – A breszt-litovszki béke elismeri a független Ukrán Népköztársaságot, mely április 29-én a Hetmanátus–Ukrán Állam nevet veszi fel.[6]
- január 31. – May-szigeti csata

### Február
- február 1. – A cattarói matrózlázadás.[7]
- február 3. – A konzervatív irányzatú Katolikus Néppárt és a szociális reformokat szorgalmazó Országos Keresztényszocialista Párt egyesüléséből megalakul a Keresztényszociális Néppárt.
- február 7. – Az oroszországi csehszlovák légiókat a francia hadsereg részeként kezelik a szovjet-orosz hatóságok.[1]
- február 9. – Dekrétum a föld nacionalizálásáról Szovjet-Oroszországban.
- február 10. – A Csehszlovák Nemzeti Tanács (CSNT) oroszországi képviselői megállapodást írnak alá a szovjet-orosz kormánnyal, amely biztosítja a légiók fegyveres semlegességét.[1]
- február 14. (Julián naptár szerint február 1.) – Szovjet-Oroszország áttér a Julián naptárról a Gergely-naptár használatára.[8]
- február 18. – Német támadás Szovjet-Oroszország ellen.
- február 23. – A Vörös Hadsereg Narvánál megállítja a német előrenyomulást.

### Március
- március 3. – Szovjet-Oroszország aláírja a breszt-litovszki békeszerződést Németországgal és Ausztria–Magyarországgal.[9]
- március 12. – Ismét Moszkva lesz Oroszország fővárosa.[8]
- március 21. – Megindul a németek végső támadása a nyugati arcvonalon, mely hamarosan összeomlik.
- március 23. – Vitéz Boksay Antal repülőfőhadnagy a dél-tiroli Pergine repülőterén végrehajtja az első magyar ejtőernyős ugrást egy német gyártmányú repülőgépvezető-mentőernyővel.[10]
- március 25. – Moszkvában megalakul az Orosz Kommunista (bolsevik) Párt magyar csoportja.[11]
- március 26. – A CSNT oroszországi fiókja megállapodást köt Sztálin népbiztossal az oroszországi csehszlovák légiók Szibérián és Vlagyivosztokon át történő kivonásáról.[1]

### Április
- április 5. – Japán-angol intervenció Szovjet-Oroszország ellen Vlagyivosztokban.
- április 8. – Az Osztrák–Magyar Monarchia nemzetiségei római kongresszusukon állami önállóságot követelnek.[12]
- április 14. – Foch marsall a szövetségesek főparancsnoka.
- április 21. – Milan Rastislav Štefánik és Vittorio Emanuele Orlando olasz külügyminiszter megállapodást ír alá az olaszországi csehszlovák légiók felállításáról.[1]
- április 29.
  - Tomáš Masaryk Tokión át az Egyesült Államokba érkezik.[1]
  - Az Ukrajnába vezényelt német hadvezetés feloszlatja a Ukrán Központi Radát (UKR), megszüntetnek nyilvánítják az Ukrán Népköztársaságot, majd ezt követően létrejön a hetmanátus Pavlo Szkoropadszkij vezetésével, aki Ukrajna hetmanjának kiáltja ki magát, és bejelenti az „Ukrán Államnak”, mint az Ukrán Népköztársaság legitim és jogfolytonos utódjának a megalakulását.[6]

### Május
- május 7. – A konzervatív román Marghiloman-kormány különbékét köt Bukarestben a központi hatalmakkal.[2]
- május 14. – Az oroszországi belviszonyokba egyre inkább beleavatkozó csehszlovák légiók Cseljabinszkban összetűznek a szovjet-orosz katonai alakulatokkal. (Hamarosan a csehszlovák légió ellenőrzése alá kerül a szibériai vasútvonal.)[1]
- május 22. – Robert Cecil angol külügyminiszter elismeri a csehszlovák nemzet jogát az önállóságra.[1]
- május 24. – Az olaszországi csehszlovák légiók ünnepélyes zászlóbontása.[1]
- május 29. – Általános mozgósítás a Vörös Hadseregbe.
- május 30. – A Monarchia közös minisztertanácsa megbeszélést folytat arról, milyen legyen a délszláv tartományok berendezkedése a Monarchián belül.[13]

### Június
- június 2–8. – A májusi szlovák katonai lázadások után a kragujevaci laktanyában fellázadnak a 71. gyalogezred szlovák katonái. (44 főt végeztek ki.)[1]
- június 3. – A szövetségesek közös nyilatkozatot adnak ki Lengyelország függetlenségének támogatásáról.[14]
- június 10. – Egy olasz torpedóvető motorcsónak két torpedóval elsüllyeszti az Osztrák–Magyar Monarchia haditengerészetének első éles bevetésén lévő csatahajóját, az SMS Szent Istvánt.[7]
- június 19. – Wilson amerikai elnök fogadja Masarykot, s az oroszországi légiókról tárgyal vele.[1]
- június 28. – Az amerikai kormány nyilatkozatban kilátásba helyezi, hogy támogatja a német és osztrák-magyar uralom alatt élő nemzetek felszabadítási akcióit.[1]
- június 29.
  - A francia kormány elsőként deklarálja a csehszlovák nemzet jogát az önállóságra, és a Csehszlovák Nemzeti Tanácsot de facto csehszlovák kormányként ismeri el.[1]
  - Az amerikai kongresszus megszavazza a bevándorlási törvény módosítását, amely lehetővé teszi az oroszországi csehszlovák légiók tagjainak a szabad beutazást Amerikába.[1]

### Július
- július 12. – A szovjet-orosz kormány feloszlatja a CSNT oroszországi fiókját.[1]
- július 13. – Újjászervezik a cseh politikai pártok nemzeti csúcsintézményét, a Csehszlovák Nemzeti Bizottságot (CSNB). (A CSNB elnöke Karel Kramář, alelnöke az agrárpárti Antonín Švehla és a nemzeti szocialista párti Václav Klofáč.)[1]
- július 15. – Az utolsó német támadás a nyugati fronton.
- július 17. – A bolsevik hatalom kivégzi II. Miklós orosz cárt és családját az urali Jekatyerinburg városában.[15]
- július 18. – Megindul az antant ellentámadása, mely az I. világháború befejezéséhez vezet.

### Augusztus
- augusztus 8. – Az angolok Amiens-nél áttörik a német frontot, a német hadsereg „fekete napja”.
- augusztus 9. – Az Egyesült Királyság a CSNT-t de facto kormánynak ismeri el.[1]
- augusztus 16–17. – Megalakul Szlovénia és Isztria Nemzeti Tanácsa.[13]
- augusztus 29. – Szovjet-Oroszországban a Népbiztosok Tanácsa hatályon kívül helyez minden olyan szerződést, amely a lengyel területek meghódításával kapcsolatos, és melyeket Oroszország aláírt, továbbá elismeri a lengyel nemzet jogát a függetlenséghez.[4]
- augusztus 30. – Fanni Kaplan merényletet követ el Lenin ellen, a bolsevik vezető súlyosan megsebesül.[16]

### Szeptember
- szeptember 3. – Az amerikai kormány elismeri a csehszlovák törekvések jogosultságát, és a CSNT-t de facto kormányként kezeli.[1]
- szeptember 9. – A japán kormány az oroszországi csehszlovák légiókat reguláris hadseregnek, a CSNT-t a csehszlovák nemzet képviseleti intézményének tekinti.[1]
- szeptember 14.
  - A Monarchia béketárgyalásokra szólítja fel a hadviselő feleket.
  - A balkáni francia-szerb offenzíva kezdete, amely felszabadítja Szerbiát.
- szeptember 15. – Az antant balkáni hadereje áttöri a bolgár csapatok vonalát.[17]
- szeptember 17. – Az Amerikai Egyesült Államok elutasítja a Monarchia ajánlatát.
- szeptember 18. – A német legfelső hadvezetés fegyverszünet kötését javasolja az antanttal Wilson elnök 14 pontos programja alapján.[9]
- szeptember 18–19. – A palesztinai csatában brit egységek Jaffánál áttörik a törökök német csapatokkal megerősített palesztinai arcvonalát.
- szeptember 20–21. – Tisza István magyar miniszterelnök szarajevói látogatása során elutasítja a tartománygyűlés nemzeti követeléseit.[13]
- szeptember 29. – Bulgária fegyverszünetet köt.[17]

### Október
- október 1.

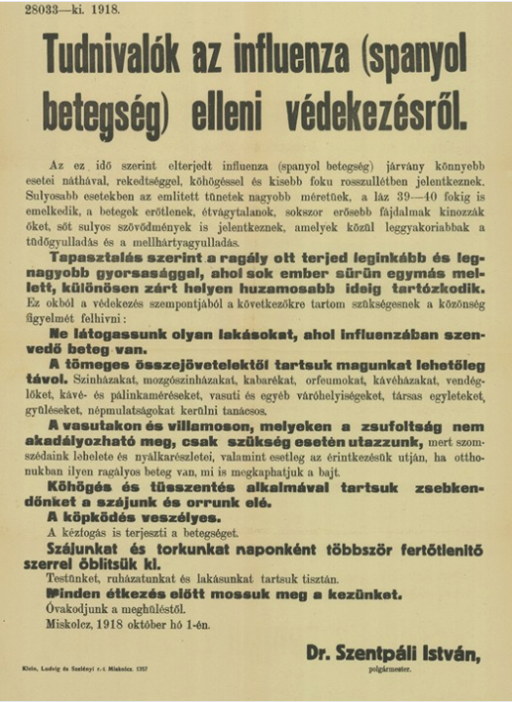
Spanyolnátha plakát

  - Az angol kormány közvetlen diplomáciai kapcsolatot létesít a CSNT-vel.[1]
  - Sztrájk a lengyel dabrowai bányavidéken, mely csak 3 hét múlva, bizonyos szociális követelések teljesítése után ér véget.[18]
- október 3.
  - Németországban Max von Baden alakít kormányt[19] és fegyverszüneti ajánlatot állít össze.
  - Kína az oroszországi csehszlovák légiókat elismeri reguláris hadseregnek, a CSNT-t pedig a legfelső nemzeti képviseleti intézménynek.[1]
- október 6.
  - Ludendorff menesztése.
  - Zágrábban megalakul a Szlovén-Horvát-Szerb Nemzeti Tanács.[20]
- október 7. – A szovjet-orosz kormány végrehajtó tanácsa a CSNT-t a csehszlovák állam de jure kormányaként ismeri el.[1]
- október 14.
  - Edvard Beneš bejelenti, hogy Masaryk CSNT-elnök szeptember 26-án Párizsban megalakította az ideiglenes csehszlovák kormányt. (Beneš külügyminiszter minőségében kinevezi az első csehszlovák követeket. A kormány elnöke Masaryk, hadügyminisztere Štefánik lett. Az ideiglenes kormányt Franciaország október 15-én, az Egyesült Királyság október 23-án, Olaszország pedig október 24-én ismeri el.)[21]
  - A Lengyel Szocialista Párt kiáltványában meghirdeti a nagybirtokok és a nagyipar „fokozatos” és következetes államosítását. (A párt galíciai és sziléziai vezetője, Ignacy Daszyński tárgyalásokat kezd a lengyel régenstanáccsal a hatalomról.)[22]
- október 14–16. – A Lengyel Szocialista Párt frakciója általános sztrájkra szólít fel. (Célja a kompromittált lengyel régenstanács lemondatása, Józef Piłsudski kiszabadítása fogságából, törvényhozó nemzetgyűlés (szejm) összehívása.)[22]
- október 16. – IV. Károly felhívása a népekhez, Ausztriát szövetségi állammá nyilvánítja.[23]
- október 17. – Tisza István a parlamentben kijelenti: a háborút elvesztettük[2] – ugyanaznap Magyarország kikiáltja függetlenségét, létrejön a perszonálunió.

- október 19. – A Szlovén-Horvát-Szerb Nemzeti Tanács bejelenti a hatalomátvételt.
- október 22. – A Monarchia közös minisztertanácsa Wilson amerikai elnöknek adott válaszában a délszláv egységet csak a Monarchia keretein belül fogadja el.[13]
- október 23. – A lengyel régenstanács a németek beleegyezése nélkül új kormányt nevez ki.[22]
- október 24.
  - Az olasz hadsereg támadása.
  - A szerb csapatok Montenegróban is megjelennek.[13]

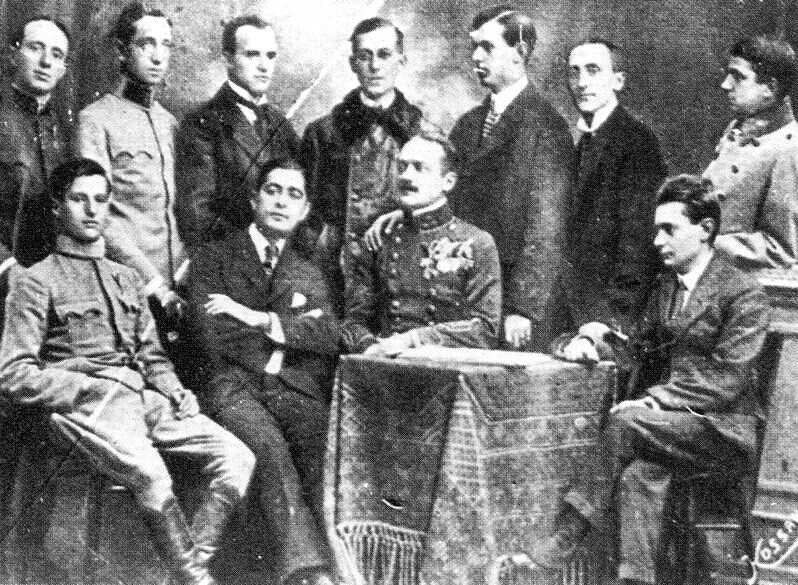
Budapesti Katonatanács

- október 25. – Budapesten – a Károlyi-párt, a szociáldemokrata párt és a radikális párt részvételével – megalakul a Magyar Nemzeti Tanács.[24]
- október 27.
  - A Reinhard Scheer vezette német admiralitás jóváhagyja a 19. számú tervet, mely utasításba adja a császári haditengerészet minden rendelkezésre álló erejének, hogy az angol flottára támadjon. (Október 30-án, a tervezett kifutás napján lázadás tört ki, melyet levertek ugyan, de a flotta parancsnoka érvénytelenítette a 19. számú parancsot.)[9]
  - Andrássy Gyula közös külügyminiszter különbékét kér Wilson elnöktől, melyben elismeri a délszláv népek jogát a függetlenségre.[13]
  - Az új lengyel kormány rendelete a honi lengyel hadsereg felállításáról.[22]
- október 28.
  - Csehország elnyeri függetlenségét a Monarchiától. (Prágában kikiáltják a Csehszlovák Köztársaságot.)[25]
  - A Szlovén Nemzeti Tanács kimondja az elszakadást a Monarchiától.[13]
  - Krakkóban megalakul a Lengyel Likvidációs Bizottság (PKL), amelynek elnöke Wincenty Witos. (A bizottság átveszi Krakkóban a hatalmat, és megkezdi az osztrák közigazgatás felszámolását.)[22]
- október 29.
  - IV. Károly király Hadik János grófot bízza meg kormányalakítással.
  - A horvát sabor (parlament) kinyilvánítja Horvátország függetlenségét a Monarchiától, és megalakítja a Nemzeti Tanács kormányát.[13]
- október 30.
  - Wekerle Sándor átadja a miniszterelnökség vezetését Hadik Jánosnak.[26]
  - Budapesten tüntetés zajlik, mely felkelésbe torkollik.[24]
  - IV. Károly táviratban utasítja a Császári és Királyi Haditengerészet flottaparancsnokát, Horthy Miklóst, hogy a teljes tengeri flottát adja át a Zágrábban alakult Délszláv Nemzeti Tanácsnak.[7]
  - Az ideiglenes német-osztrák nemzetgyűlés második ülése jegyzéket fogalmaz, melyben bejelenti Német-Ausztria megalakulását.
  - Törökország és a szövetségesek megkötik a mudroszi fegyverszünetet.[27] (A hatalmas területet elfoglaló Oszmán Birodalom számára a világháborús vereség még nagyobb veszteségeket jelent, mint Magyarországnak a trianoni béke. A törökök még intervenciósokként folytatnak háborút a szovjetek ellen.)
  - Turócszentmártonban megalakul a Szlovák Nemzeti Tanács és elfogadják a deklarációt, amely a Csehszlovák Köztársasághoz való csatlakozás mellett foglal állást.[25]
  - A boszniai Nemzeti Tanács csatlakozik Szerbiához.[13]
- október 31.
  - Győz az őszirózsás forradalom, Hadik János lemond és Károlyi Mihály alakít kormányt.[28]
  - Lakásán, ismeretlen fegyveresek lelövik Tisza István miniszterelnököt.[29]
  - 16 óra 45 perckor az SMS Viribus Unitisen levonják a piros-fehér-piros lobogót, s ezzel a mozzanattal a Császári és Királyi Haditengerészet megszűnt létezni. (A flotta egységei nem sokáig maradtak délszláv birtokban, napokon belül antantkézbe kerültek.)[7]

### November
- november 1.

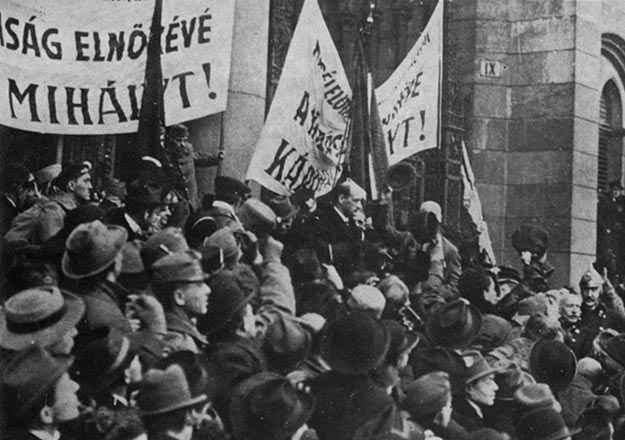
A Népköztársaság kikiáltása

  - Kézdivásárhelyen megalakul a Székely Nemzeti Tanács.
  - A pólai hadikikötőben olasz tengerésztisztek aknával elsüllyesztik a Viribus Unitis csatahajót, amelyet előző nap Horthy Miklós ellentengernagy már átadott a Délszláv Nemzeti Tanácsnak, a hajón csak a délszláv származású tengerészek és a leendő délszláv flotta tisztjei maradtak. Mintegy 400 ember veszti életét.
  - Magyarország hazarendeli a frontról csapatait, három nappal a harcokat formálisan lezáró padovai fegyverszünet életbe lépése előtt. (A katonák a parancsnak engedelmeskedve zárt vasúti szállítmányokban – vagy még gyakrabban kis, rendezetlen csoportokba verődve – négy különböző hadszíntérről indultak haza.)[30]
  - Gróf Károlyi Mihály liberális reformpolitikus önálló magyar kormányt alakít. (IV. Károly király a Károlyi-kormányt saját kérésére fölmenti a neki tett eskü alól. Este a kormány tagjai felesküsznek „Magyarországra és a magyar népre” a Nemzeti Tanács elnökévé választott Hock János előtt.)[31]
  - Róth Ottó Temesváron kikiáltja a Bánáti Köztársaságot, amit a svájci-modell alapján akar megszervezni.
  - Az Ukrán Nemzeti Tanács Jevhen Petrusevics vezetésével Lembergben proklamálja a Nyugat-Ukrán Népköztársaság megalakulását és egyben rendelkezik az egykori Osztrák–Magyar Monarchiához tartozó ukrán területek állami függe0tlenségéről.[6]
- november 2. – A Károlyi-kormány hadügyminisztere, Linder Béla a budapesti helyőrség tisztjeinek eskütételén mondott beszédében kijelenti, miszerint „Soha többé katonát nem akarok látni!”.[32]
- november 3.
  - Padovában fegyverszünetet írnak alá a Osztrák–Magyar Monarchia és az Antant képviselői.[13]
  - A Csehszlovákia megalakulását ellenző csehországi németek képviselői kikiáltják az Ausztráliával szövetséges Szudétavidék (október 30.), valamint Deutschsüdmähren és Böhmerwaldgau tartományok létrejöttét.[25]
  - Befejeződik a Vittorio Venetó-i csata, Trieszt egyesül Olaszországgal.
- november 4. – Beneš meghívást kap a szövetségesek párizsi fegyverszüneti tárgyalásaira.[25]
- november 5. – Lublinban – míg Varsóban november 11-én, Łódźban pedig november 13-án – megalakul a Lengyel Királyság és Litvánia Szociáldemokráciája és a Lengyel Szocialista Párt Baloldala kezdeményezésére a Munkásküldöttek Tanácsa.[22]
- november 6.
  - Tarnobrzegben létrejön – a Lengyel Likvidációs Bizottság által el nem ismert – Tarnobrzegi Köztársaság, mely a nagybirtokok és erdők felosztását, a földesúri hatalom likvidálását tűzi ki célul.[22]
  - Forradalom Brémában.
  - Több helyen is katonai összeütközések a Vág völgyében a szlovák területre érkező cseh és a magyar alakulatok között.[25]
- november 6–7. – A szerb kormány és a horvát Nemzeti tanács képviselőinek tanácskozása Genfben, melyen a szerb kormány elismeri a Nemzeti Tanácsot mint kormányt, az viszont – részben az antant nyomására – végleg elfogadja a közös állam eszméjét. (Közös minisztériumot hoznak létre az egyesítés előkészítésére.)[13]
- november 6–10. – A lengyel dąbrowai medencében megalakítják a Munkástanácsot és a Vörös Gárdát.[22]
- november 7.
  - A Lengyel Köztársaság kikiáltása. (Lublinban Ignacy Daszyński vezetésével megalakul az ideiglenes népi kormány, melyben a belügyminiszter Stanisław Thungut, a hadügyminiszter Edward Rydz-Smigły, míg a Lengyel Katonai Szervezet (POW) főparancsnoka Piłsudski lett. A kormány bejelenti a régenstanács feloszlatását és demokratikus választásokat, társadalmi reformokat ígér.)[22]
  - Münchenben – megdöntve a Wittelsbach-dinasztiát – kikiáltják a Bajor Szabad Államot.[23] (A dinasztia utolsó uralkodója III. Lajos bajor király.)[33]
- november 8.
  - A Montenegrói Nemzeti Tanács dönt a Szerbiával való egyesülésről.[13]
  - Közzéteszik Linder Béla hadügyminiszter rendeletét, amely november 11-ei hatállyal leszereli az 1896 előtt született nem tényleges állományú legénységet és tiszteket.[31]
- november 9.

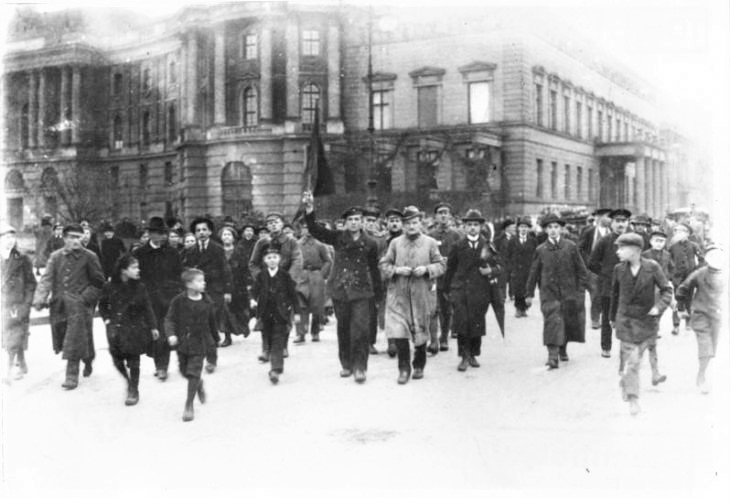
Tüntetés és a munkabeszüntetés kezdete az Unter den Lindenen

- - Megalakul a Székely Nemzeti Tanács.
  - Berlini forradalom.[23]
  - II. Vilmos német császár bejelenti lemondását és Hollandiába menekül.[23]
  - A német hadvezetés minden tengeralattjárót visszarendel a hazai kikötőkbe, hogy felkészítsék őket a megadásra.[9]
  - Miksa badeni herceg lemond német kancellári tisztéről.[19]
  - Linder Béla hadügyminiszter lemond posztjáról, helyét Bartha Albert veszi át.[32]
  - A genfi egyezmény a délszláv állam létrehozásáról.[20]
- november 10.
  - Az antantcsapatok elérik a Duna vonalát.[17]
  - A német fogságból kiszabadult Piłsudskit a Lengyel Szocialista Párt és a már feloszlatott régenstanács is mint a „gondviselés férfiúját” köszönti Varsóban.[22]
- november 11.
  - I. Károly császár lemond ausztriai trónjáról. (A magyar királyi trónról – IV. Károly néven – csak 13-án mond le.)
  - Bartha Albert hadügyminiszter kiadja hadsereg-szervezési rendeletét, amely a korábbi Friedrich-féle intézkedésen alapult, és egyszerre szabályozza a polgárőrséget, a nemzetőrséget és a haderő felállítását.[32]
  - Lengyelország 123 év után újra függetlenné válik.
  - Németország aláírja a compiegne-i erdőben a fegyverszünetet, véget ér az I. világháború.[34]
  - Az Antant döntő győzelmet arat Afrikában a Német Birodalom felett.
- november 12.
  - Ausztriában kikiáltják a köztársaságot.[35]
  - Józef Piłsudski – mint a POW főparancsnoka – parancsot ad Bolesław Roja tábornoknak a dąbrowai medencében felállított Vörös Gárda szétverésére.[22]
- november 13.
  - A belgrádi katonai konvención a magyar kormány és az antant balkáni haderőinek képviselői Belgrádban aláírják a 18 pontos fegyverszüneti egyezményt.[32]
  - Az eckartsaui levél: IV. Károly király lemond "az államügyek intézéséről"[36] (és kijelenti, hogy elismeri "azt a döntést, mellyel Magyarország jövendő államformáját megállapítja"). (Később ezt tévesen a trónról való lemondásként értelmezték, holott a monarchikus államforma fennmaradása esetére nem tartalmazott ilyen rendelkezést, egyébként pedig a magyar király a trónról miniszteri ellenjegyzés nélkül le nem mondhatott volna.)
  - A szovjet kormány érvénytelennek nyilvánítja a breszti békét.
  - Varsó munkássága általános sztrájkba lép a régenstanács ellen.[22]
- november 14.
  - A lengyel régenstanács visszalép, az állami és katonai hatalmat Piłsudskira ruházza. (Piłsudski felszólítására lemond a lublini ideiglenes kormány.)[22]
  - Csehszlovákia kimondja elszakadását az Osztrák–Magyar Monarchiától, és kikiáltja az ország függetlenségét.
  - Az Egyesült Királyság csapatai döntő győzelmet aratnak az Oszmán Birodalom hadaival szemben Irakban a mezopotámiai fronton. (I. világháború).
- november 15. – Megalakul a Magyar Országos Véderő Egyesület (MOVE). Első elnöke Molnár Dezső altábornagy.[37]
- november 16.
  - A magyar Parlamentben feloszlatja önmagát először a képviselőház, utána a főrendiház is, majd a kupolateremben összeül az országos testületté bővült Magyar Nemzeti Tanács, mely határozatában kihirdeti, hogy „Magyarország minden más országtól független és önálló népköztársaság”, ezzel megfosztja trónjától IV. Károly magyar királyt. Az alkotmányozó nemzetgyűlés megalakulásáig az ország vezetésével Károlyi Mihályt és az elnöklete alatt álló népkormányt bízza meg.
  - Kun Béla és a moszkvai bolsevikok belső köre visszatér Magyarországra.[38]
- november 17. A Székely Nemzeti Tanács nagygyűlésén elfogadták az önálló Székely Köztársaság tervét.[39]
- november 18.
  - Létrejön az Szovjet-Oroszországtól független önálló Lettország.
  - Ignacy Daszyński lemond Jędrzej Moraczewski javára az új kormány megalakításáról, míg Piłsudski megtartja a teljhatalmú államfő funkcióját. (A kormány számos demokratikus reformot vezet be – úgymint a 8 órás munkaidő, társadalombiztosítás stb. –, de a parasztság fő követelését, a nagybirtokok felosztását nem teljesíti.)[22]
- november 19.
  - Németországban a forradalmat követően lemond a császár, megszületik a Weimari köztársaság.
  - A Ludwig von Reuter admirális vezetésével felállított, ún. „internálási szövetség” lefegyverzett német hajói kifutnak Wilhelmshavenből, és november 21-én találkoznak a David Beatty admirális vezette, tüzelésre kész angol flottával Firth of Forhnál, ahol le kellett vonniuk a császári lobogót.[9]
- november 22. – Nagymartonban kikiáltják a Hiénc Köztársaságot (de: Republik Heinzenland).[40]
- november 23. – Lengyelország az ukránokkal folytatott harcban elfoglalja Lemberget (Lwów).[22]
- november 24.
  - Szerémség a Szerb Királyság része lesz.
  - Kun Béla vezetésével megalakul a Kommunisták Magyarországi Pártja (KMP).[41]
- november 25. – Az újvidéki Szláv Nemzeti Gyűlés a Vajdaságot a Szerb Királyság részének nyilvánítja.[42] Ugyanezen a napon megszüntetik a több három héttel ezelőtt kikiáltott Bánáti Köztársaságot, amit a szerb-francia hadsereg okkupált.
- november 26. – A montenegrói skupština (parlament) megszavazza a Szerbiával való egyesülést, és I. Miklóst trónfosztottnak nyilvánítják.[13]
- november 28. – Székely Nemzetgyűlés Marosvásárhelyen.[43]

### December
- december 1.

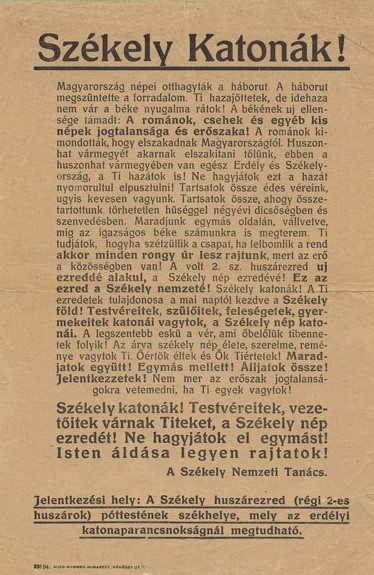
„Székely Katonák!”, a Székely Nemzeti Tanács Kiáltványa

  - Ágostonfalváról elindult az Székely Hadtest első, székely önkénteseket szállító páncélvonata Kolozsvárra.[44]
  - A gyulafehérvári román nagygyűlésen kihirdetik Erdély Romániához való csatlakozását.[42]
  - Izland elnyeri függetlenségét Dániától.
  - Kikiáltják a Szerb-Horvát-Szlovén Királyságot (SHS állam), trónján I. Péterrel. (Miniszterelnök a szerb radikális párti politikus, Stojan Protić. Ugyanakkor a deklaráció ellen a Horvát Jogpárt és a Horvát Republikánus Parasztpárt tiltakozik.)[13]
- december 6. – Budapesten Jászi Oszkár és Milan Hodža vezetésével magyar-szlovák tárgyalások folynak az esetleges megegyezésről, szlovák autonómiáról, illetve a demarkációs vonalról. Hodža, a csehszlovák kormány képviselőjeként megállapodást ír alá Bartha Albert hadügyminiszterrel az ideiglenes magyar-csehszlovák demarkációs vonalról, amely nagyjából az etnikai határvonalat (Dévény–Bazin–Szered–Érsekújvár–Verebély–Garamkovácsi–Losonc–Szomolnok–Tőketerebes–Homonna és a Laborc vonalán észak felé a lengyel határig) követi.[25]
- december 6. – A román hadsereg megszállja Székelyudvarhelyt.[45]
- december 7. – A szovjet-orosz bolsevik vezetés létrehozza a politikai titkosrendőrséget, a Csekát.[23]
- december 8. – Paál Árpád a Székely Közéletben javaslatot tesz a Székely Köztársaság létrehozására.[46]
- december 8. – A román hadsereg a belgrádi fegyverszüneti egyezményt megsértve, de az antant jóváhagyásával, átlépi a Marost és megkezdi előrenyomulását Kolozsvár felé.[47]
- december 11. – Bartha hadügyminiszter benyújtja lemondását. (Károlyi Mihály másnap formálisan ugyan személyesen veszi át a hadügyi tárca irányítását, a gyakorlatban azonban a minisztérium vezetése Böhm Vilmos, mint megbízott államtitkár kezében összpontosult.)
- december 14. – A nyugati front összeomlását követően a német csapatok kivonulnak a Hetmanátus–Ukrán Államból, s velük tart a hetman, Pavlo Szkoropadszkij is.[6]
- december 16. – A Lengyel Szocialista Párt Baloldalának és a Lengyel Királyság és Litvánia Szociáldemokráciájának egyesüléséből létrejön Lengyelország Kommunista Pártja. (1925-től Lengyel Kommunista Párt.)[22]
- december 21. – Tomáš Garrigue Masaryk megérkezik Prágába, ahol a nemzetgyűlésben leteszi a köztársasági elnöki esküt.[25]
- december 22. – Kolozsváron magyar nagygyűlést tartanak, amely egyenlőséget, szabadságot és önkormányzatot követel az összes Erdélyben élő nemzet számára az egységes és csonkítatlan Magyarország keretén belül.[48]
- december 24. – A román csapatok bevonulnak Kolozsvárra.[48]
- december 27. – Nagy-Lengyelországban felkelés tör ki a kormány politikája ellen, ezt rövid idő alatt leverik.[22]
- december 27–28. – A lengyel csapatok visszahódítják Poznań városát.[22]
- december 29. – Károlyi miniszterelnök sógorát, gróf Festetics Sándort nevezi ki hadügyminiszterré.[32]

### Határozatlan dátumú események
- január–március – Az antant hadviselő felek elismerik a Lengyel Nemzeti Tanácsot. (Franciaországban felállítanak egy – többségében volt lengyel hadifoglyokból álló – 50 ezer fős lengyel sereget, amelyet Józef Haller tábornok parancsnoksága alá rendelnek.)[4]
- február – Szovjet-Oroszország elismeri Lengyelország függetlenségét.[4]
- február–május – Katonalázadások az Osztrák Magyar Monarchia délszláv területein.[13]
- október–november – Cieszyn (Teschen) környékén megalakul a Cieszyni Hercegség Nemzeti Tanácsa.[22]
- november eleje – Nagy-Lengyelországban létrejön a demokrata többségű Népi Főtanács. (Ennek volt elődje az 1918 júliusában megalakult Központi Honpolgári Bizottság.)[22]
- november – Szlovén csapatok hatolnak be Dél-Karintiába, szerb csapatok Dél-Magyarországra.[13]
- december –
  - Lengyelországban Marian Zegota-Jamaszajtis ezredes – a nemzeti demokratákkal együtt – államcsínyt készít elő, azonban a puccs szervezetlenség miatt kudarcba fullad.[22]
  - Jędrzej Moraczewski kormánya diplomáciai kapcsolatokat létesít Németországgal, amely továbbra is megszállva tartja Nagy-Lengyelországot, Pomerániát, Sziléziát, Varmiát.[22]
  - A győztes hatalmak közül Franciaország csak a Roman Dmowski vezette Lengyel Nemzeti Bizottságot hajlandó elismerni.[22]
- az év folyamán –
  - A törökök beszüntetik a Szovjet-Oroszország elleni háborújukat.
  - Világszerte 25 millió áldozattal jár az 1918-ban kitört spanyolnátha-járvány.

## Az év témái

### 1918 a filmművészetben
- november 9. – Mary Pickford a First Nationalhoz szerződik. Gázsija filmenként negyedmillió dollár.
- Amarilly of Clothes-Line Alley – főszereplő Mary Pickford.
- Mickey – főszereplő Mabel Normand
- Out West – egy 'Fatty' Arbuckle/Buster Keaton rövidfilm.
- Shoulder Arms – egy Charlie Chaplin film.
- Korda Sándor – Az aranyember I–III.
- Deésy Alfréd – Aphrodité
- Garas Márton – Anna Karenina
- Fekete Mihály – A Gyurkovics leányok

### 1918 az irodalomban
- Reményik Sándor – Fagyöngyök, Mindhalálig (versek)

### 1918 a sportban
- Az MTK nyeri a hadibajnokságként megrendezett NB 1-et. Ez a klub ötödik bajnoki címe.

### 1918 a tudományban
- - Ernest Rutherford felfedezi a protont.

### 1918 a zenében
- március 3. – Budapesten bemutatják Bartók Béla 2. vonósnégyesét.[49]
- május 24. – Budapesten bemutatják Bartók Béla A kékszakállú herceg vára című operáját.[49]

## Születések
- január 2. – Adam Bahdaj lengyel író, költő, magyar műfordító († 1985)
- január 9. – Nonn György politikus, parlamenti képviselő, legfőbb ügyész († 2007)
- január 14. – Edelsheim-Gyulai Ilona, Horthy István kormányzóhelyettes felesége († 2013)
- január 15. – Gamal Abden-Nasszer, arab politikus, Egyiptom 2. elnöke († 1970)
- január 20. – Tardos Tibor, József Attila-díjas magyar író († 2004)
- január 26. – Nicolae Ceaușescu, román diktátor († 1989)
- február 12. – Julian Schwinger, Kvantum-elektrodinamikai munkásságáért megosztva fizikai Nobel-díjat kapott 1965-ben († 1994)
- február 22. – Robert Pershing Wadlow, (minden idők legmagasabb embere) († 1940)
- március 16. – Frederick Reines, Nobel-díjas fizikus († 1998)
- április 3. – Hubay Miklós, író, műfordító († 2011)
- április 9. – Abádi Ervin, író, grafikus († 1979)
- április 20. – Gál József, világbajnok birkózó († 2003)
- április 23. – Maurice Druon, francia író, kultúrpolitikus († 2009)
- május 11. – Richard Feynman, fizikus († 1988)
- május 16. – Tarjáni Tóth Ida, cimbalomművész († 2000)
- május 30. k. – Doncsecz Károly, fazekas, országos hírű népi iparművész († 2002)
- július 4. – IV. Tupou Taufaʻahau, tongai király († 2006)
- július 13. – Abodi Nagy Béla, festőművész († 2012)
- július 14. – Ingmar Bergman, svéd filmrendező († 2007)
- július 14. – Jay Wright Forrester, amerikai egyetemi tanár, a számítógép-tudomány egyik úttörője († 2016)
- július 16. – Szilágyi János György magyar ókorkutató, művészettörténész, muzeológus († 2016)
- július 18. – Nelson Mandela, béke Nobel-díjas dél-afrikai politikus († 2013)
- augusztus 6. – Ambrózi Jenő, súlyemelő, edző († 1985)
- augusztus 16. – Magyari András magyar agrármérnök, politikus, egyetemi tanár († 2005)
- augusztus 21. – Lengyel Balázs, író († 2007)
- augusztus 22. – Benkő Gyula, Jászai Mari-díjas színész († 1997)
- augusztus 27. – Mészöly Dezső, Kossuth-díjas író († 2011)
- augusztus 28. – Kiss Árpád parlamenti képviselő, miniszter († 1970)
- szeptember 4. – Urbán Ernő, író, újságíró († 1974)
- szeptember 19. – Wayne F. Miller(wd) amerikai fotográfus († 2013)
- november 2. – Terták Elemér, műkorcsolyázó, sportvezető († 1999)
- november 5. – Johannes Schauer, osztrák színész, filmszínész († 1992)
- november 7. – Billy Graham, (Dr. William Franklin Graham, Jr.), amerikai baptista prédikátor, hittérítő († 2018)
- november 9. – Spiro Agnew, az Amerikai Egyesült Államok 39. alelnöke (Richard Nixon elnöksége alatt) († 1996)
- november 10. – Ernst Otto Fischer, Nobel-díjas német kémikus († 2007)
- november 10. – Záborszky József, magyar karnagy, zenepedagógus, zeneszerző († 2015)
- november 13. – Jack Elam, amerikai színész († 2003)
- november 13. – Kardos László Kossuth-díjas néprajzkutató, művelődéspolitikus († 1980)
- december 11. – Alekszandr Iszajevics Szolzsenyicin, Nobel-díjas orosz író († 2008)
- december 17. – Fábián Dezső, olimpiai bajnok vízilabdázó († 1973)
- december 23. – Mándy Iván, Kossuth-díjas magyar író († 1995)
- december 23. – Helmut Schmidt, német politikus, kancellár[50] († 2015)
- december 25. – Anvar Szadat, Nobel-békedíjas egyiptomi elnök († 1981)

## Halálozások
- január 6. – Georg Cantor, matematikus (* 1845)
- január 21. – Bezerédj Pál, mezőgazdász (* 1840)
- február 8. – Louis Renault francia jogász (* 1843)
- Február 10. 2. Abdulhamid, az Oszmán Birodalom 35. Szultánja.

- február 16. – Khuen-Héderváry Károly, politikus, miniszterelnök (* 1849)
- március 25. – Claude Debussy, francia zeneszerző (* 1862)
- április 12. – Borsos István, református lelkész, főiskolai tanár, klasszika-filológus, könyvtáros, numizmatikus (* 1863)
- április 20. – Karl Ferdinand Braun német feltaláló, Nobel-díjas fizikus (* 1850)
- április 21. – Manfred von Richthofen német vadászpilóta, közismertebb nevén „a vörös báró” (* 1892)
- április 28. – Gavrilo Princip szerb nacionalista, az I. világháborút formálisan kirobbantó, Ferenc Ferdinánd elleni szarajevói merénylet végrehajtója (* 1894)
- május 8. – Hollósy Simon, festőművész (* 1857)
- május 12. – Vaszilij Radlov Oroszországban működött német származású nyelvész, turkológus, folklorista (* 1837)
- május 19. – Ferdinand Hodler, svájci festő (* 1853)
- május 24. – Ittebei Kiss József, a Császári és Királyi Légierő legeredményesebb magyar pilótája (* 1896)
- június 9. – Angster József, orgonakészítő mester (* 1834)
- június 10. – Arrigo Boito, olasz librettista, zeneszerző, író és költő (* 1842)
- június 14. – Holló Lajos magyar újságíró, politikus (* 1859)
- július 3. – V. Mehmed, az Oszmán Birodalom 36. szultánja (* 1844)
- július 4. – Lévay József, költő, műfordító (* 1825)
- július 17. – II. Miklós orosz cár (* 1868)
- július 25. – Abonyi Árpád író, újságíró (* 1865)
- szeptember 7. – Andorffy Mária magyar költő, regényíró (* 1896)
- október 8. – Aggházy Károly, zeneszerző, zongoraművész, pedagógus (* 1855)
- október 25. – Quittner Zsigmond, építész (* 1859)
- október 31. – Tisza István politikus, miniszterelnök (* 1861)
- november 4. – Wilfred Owen, angol költő (* 1893)
- november 9. – Guillaume Apollinaire, francia költő (* 1880)
- november 11. – Victor Adler, osztrák szociáldemokrata politikus, újságíró, az Arbeiter-Zeitung alapító főszerkesztője (* 1852)
- december 1. – Kaffka Margit, író, költő (* 1880)
- december 2. – Edmond Rostand, francia költő, drámaíró (* 1868)
- december 10. – Habsburg–Toscanai Ferenc Károly Szalvátor főherceg a Habsburg–Lotaringiai-ház toszkánai ágából származó osztrák főherceg, magyar és cseh királyi herceg, I. Ferenc József és Erzsébet királyné unokája (* 1893)
- december 31. – Deininger Imre, mezőgazdász (* 1844)

## Nobel-díjasok
- A Nobel-díjat a svéd Alfred Nobel alapította, 1901 óta adják át, melyet a Svéd Királyi Tudományos Akadémia ítél oda a tudomány, az irodalom és humanitárius területen kimagasló eredményt elért magánszemélyeknek, illetve intézményeknek.

| Fizikai            | Max Planck, német fizikus, filozófus |
| Kémiai             | Fritz Haber német elektrokémikus     |
| Orvosi-fiziológiai | nem adták ki                         |
| Irodalmi           | nem adták ki                         |
| Béke               | nem adták ki                         |